# Hioki, Kagoshima
Hioki (日置市 Hioki-shi) là một thành phố thuộc tỉnh Kagoshima, Nhật Bản.
Thành phố hiện đại Hioki được thành lập vào ngày 1 tháng 5 năm 2005, từ sự hợp nhất của các thị trấn Fukiage, Higashiichiki, Hiyoshi và Ijūin (tất cả đều thuộc quận Hioki).
Tính đến ngày 1 tháng 5 năm 2010, thành phố có dân số 51.819 và mật độ dân số là 205 người trên mỗi km². Tổng diện tích là 253,06 km2.